# Жунин, Сергей Георгиевич
Сергей Георгиевич Жунин (1906—1977) — полковник Рабоче-крестьянской Красной Армии, партизан Великой Отечественной войны, Герой Советского Союза (1944).

## Биография
Сергей Жунин родился 18 августа 1906 года в селе Медведицкое (ныне — Кимрский район Тверской области). После окончания четырёх классов школы работал в родном селе. В 1928 году Жунин был призван на службу в Рабоче-крестьянскую Красную Армию. Окончил полковую школу 80-го Ленинградского стрелкового полка в Витебске и курсы высшего хозяйственного состава РККА в Смоленске. Начало Великой Отечественной войны интендант 3-го ранга Сергей Жунин встретил в должности заместителя командира 8-го танкового полка 36-й кавалерийской дивизии 10-й армии Западного фронта. С первого дня войны — на её фронтах. Участвовал в боях в Белорусской ССР летом 1941 года, попал в окружение. При выходе из окружения Жунин был тяжело контужен во время авианалёта противника. Товарищи оставили его в одной из деревень.
После выздоровления Жунин приступил к созданию партизанского формирования. Изначально его группа включала в себя четыре человека. Первые операции она стала совершать в сентябре 1941 года, нападала на небольшие немецкие патрули и обозы, проводила диверсии на железных дорогах. С весны 1942 года партизанский отряд Жунина получил номер 36. Только за лето 1942 года партизаны Жунина пустили под откос 13 эшелонов, уничтожили 24 бронемашины, 3 железнодорожных моста, 11 полицейских участков, уничтожил либо вывел из строя около 5000 солдат и офицеров противника. В сентябре 1942 года по распоряжению подпольного Могилёвского областного комитета ВКП(б) была создана партизанская бригада Борисовского оперативного центра, командиром которой стал Жунин. В бригаду были включены 6 отрядов. За три последующих месяца бригада уничтожила 42 волостные управы и пустила под откос 40 вражеских эшелонов. К началу 1943 года в бригаду Жунина входило уже около 1700 партизан. Бригада действовала не только на территории Могилёвской области, но и в других областях Белорусской ССР. Так, за четыре месяца деятельности в Брестской области партизаны Жунина пустили под откос 45 эшелонов, уничтожили 64 шоссейных моста, 160 автомашин, 12 артиллерийских орудий, большое количество другой боевой техники. В июне 1944 года бригада соединилась с частями Красной Армии.
Указом Президиума Верховного Совета СССР от 15 августа 1944 года за «образцовое выполнение заданий командования в борьбе против немецких захватчиков, проявленные при этом мужество и героизм и за особые заслуги в развитии партизанского движения» полковник Сергей Жунин был удостоен высокого звания Героя Советского Союза с вручением ордена Ленина и медали «Золотая Звезда».
После окончания войны Жунин был уволен в запас. Проживал в Бресте, затем в Минске, находился на партийных должностях. Умер 27 января 1977 года, похоронен в Минске.

## Награды
Был также награждён орденами Красного Знамени и Красной Звезды, рядом медалей.

## Память
В честь Жунина названа улица в Круглом Могилёвской области, установлен бюст во дворе минской школы № 100.
Картина С. Г. Жунина (1956). Художник — Н. И. Волынец.